# Сан Посидонио
Сан Посидо̀нио (на италиански: San Possidonio, на местен диалект San Pusidònî, Сан Пусидони) е малко градче и община в Северна Италия, провинция Модена, регион Емилия-Романя. Разположено е на 20 m надморска височина. Населението на общината е 3663 души (към 2012 г.).
През пролетта 2012 г. много сгради са повредени от силни земетресения.